# Sychrov
Sychrov (deutsch Sichrow) ist eine Gemeinde an der Mohelka mit 184 Einwohnern (1. Januar 2004) im Okres Liberec, Tschechien. Sie liegt in 384 m ü. M. in der Luftlinie etwa 20 Kilometer südlich von Liberec. Die Einwohner leben meist von Landwirtschaft.

## Geschichte
Urkundlich erstmals erwähnt wurde das Dorf 1367, damals noch unter dem Namen Svojkov. Dieses Dorf ging jedoch im 17. Jahrhundert ein; an seinem Platz wurde das Schloss Sychrov, erstellt, dessen Namen später auch das neu entstandene Dorf trug.
Zu den Eigentümern der Gemeinde gehörten das Geschlecht von Wartenberg, die Waldstein, einschließlich Albrecht von Waldstein und die Herren von Smiřic. 1820 gehörte die Herrschaft dem französischen Haus Rohan, dessen Angehörige auf dem Schloss bis 1945 lebten.

## Gemeindegliederung
Die Gemeinde Sychrov besteht aus den Ortsteilen Radostín (Radostin), Sedlejovice (Sedlowitz), Sychrov (Sichrow), Třtí (Wetterstein) und Vrchovina (Werhowina).
Das Gemeindegebiet bildet den Katastralbezirk Radostín u Sychrova.

## Sehenswürdigkeiten
Historisch interessant ist das Schloss Sychrov, welches neben Führungen auch kulturelle Veranstaltung anbietet.
Beliebt waren das Dorf und seine Umgebung bei Antonín Dvořák, der Sychrov öfters besuchte und hier einen Teil seiner Oper Dimitrij komponierte.